# Ruth Wendland
Ruth Wendland (* 10. September 1913 in Altfriedland; † 13. Juni 1977 in Berlin) war eine evangelische Pfarrerin und deutsche Widerstandskämpferin gegen das NS-Regime. Unter Einsatz ihres Lebens versteckte und schützte sie zusammen mit ihrer Mutter Agnes Wendland während des Zweiten Weltkrieges als Juden verfolgte Menschen im Pfarrhaus der Gethsemanegemeinde Berlin.

## Leben

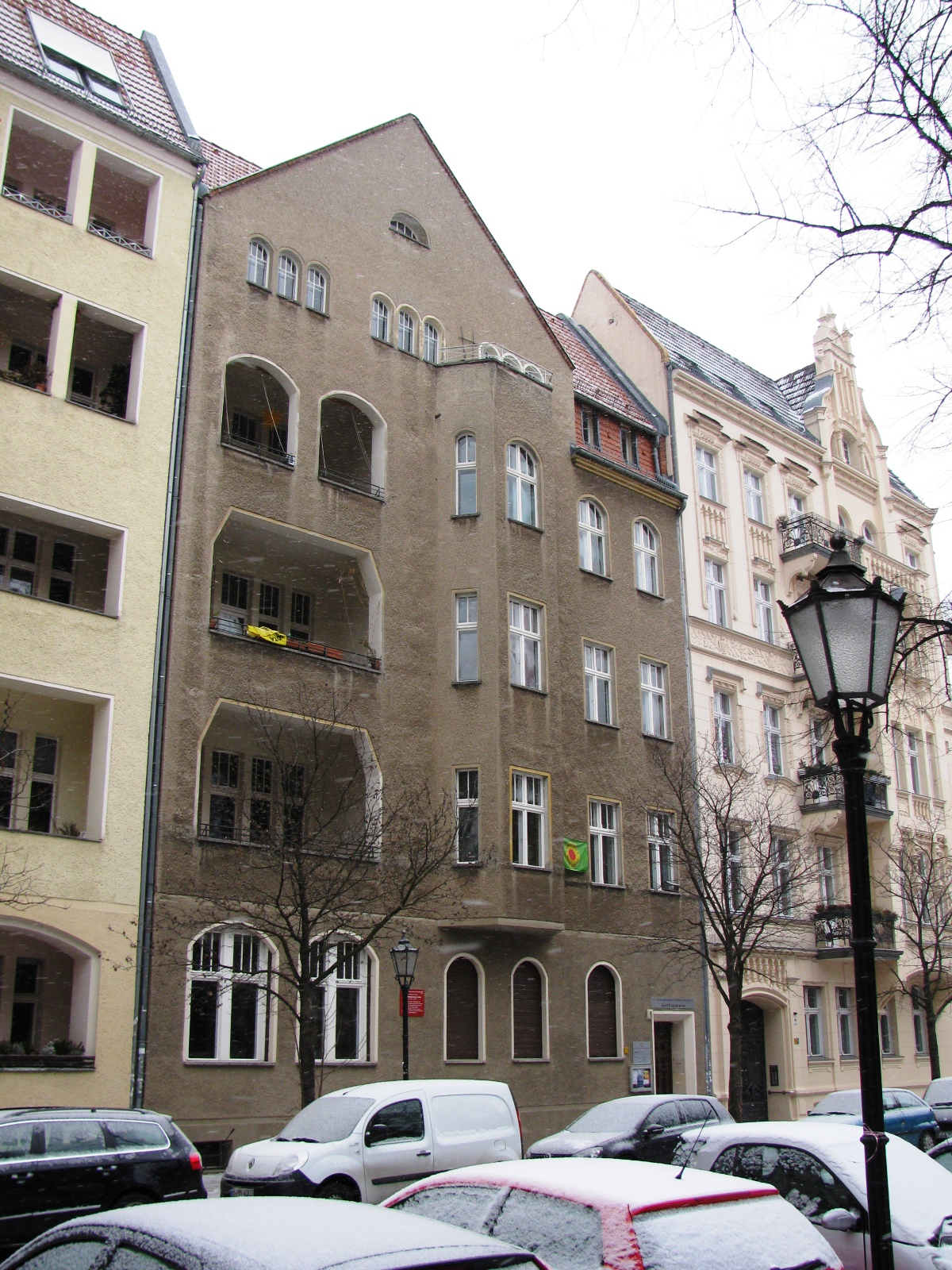
Pfarrhaus der Gethsemanegemeinde Berlin-Prenzlauer Berg

Im Jahr 1916 zogen ihre Eltern nach Berlin, da ihr Vater Dr. Walter Wendland im Stadtbezirk Prenzlauer Berg für die Evangelische Kirche der altpreußischen Union eine Pfarrstelle der Kirchengemeinde der Gethsemanekirche antrat und zugleich als Dozent für Kirchengeschichte der Friedrich-Wilhelms-Universität zu Berlin tätig wurde.
Nach dem Besuch der Mädchen-Oberschule Pankow studierte sie ab 1933 an der Berliner Friedrich-Wilhelms-Universität Theologie mit dem Ziel, Pastorin zu werden.
Ein Jahr später schloss sie sich gemeinsam mit ihrer Mutter Agnes Wendland der evangelischen Oppositionsbewegung Bekennende Kirche an. Diese Organisation wehrte sich gegen die Versuche einer Gleichschaltung von Lehre und Organisation der Deutschen Evangelischen Kirche durch das NS-Regime.
Ab 1936 setzte sie ihr Theologiestudium für zwei Jahre in Basel fort. Nach Berlin zurückgekehrt, versteckte und schützte sie im August 1943 zusammen mit ihrer Mutter die beiden jüdischen Geschwister Ralph und Rita Neumann, die wegen der Verfolgung durch das NS-Regime im Untergrund lebten.
Ralph Neumann wohnte im Pfarrhaus, während seine Schwester als Haushaltshilfe in der Pastorenfamilie arbeitete. Um ihren Vater zu schützen, verheimlichten ihm Ruth und Agnes Wendland die wahre Identität und Herkunft der gemeinsamen jüdischen Mitbewohner.
Nach den ersten, ungenehmigten Ordinationen zweier Frauen zu Pastorinnen am 12. Januar 1943 durch Kurt Scharf, Präses der brandenburgischen Provinzialbekenntnissynode und Pastor in Sachsenhausen, trug der altpreußische Landesbruderrat dieser Entwicklung Rechnung und beschloss für die altpreußische Bekennende Kirche, Frauen zur Ordination zuzulassen. Am 16. Oktober 1943 erhielten in einer Kirche der Gesamtkirchengemeinde Berlin-Lichterfelde Annemarie Grosch, Sieghild Jungklaus, Margarethe Saar, Lore Schlunk, Ruth Wendland und Gisela von Witzleben ihre Ordinationen als Pastorinnen.
Ab Oktober 1943 arbeitete Wendland dann als Vikarin in einer evangelischen Gemeinde in Zehlendorf. Ein Jahr später erlitt ihr Vater einen Schlaganfall und zog zu ihrer Schwester Angelika nach Senzke, worauf ihre Mutter Agnes den Pfarrbetrieb fortführte.
Im Februar 1945 wurde Ralph Neumann bei einer Kontrolle durch eine Militärstreife im Lehrter Bahnhof festgenommen. Daraufhin setzte sich Agnes Wendland persönlich bei der Gestapo für dessen Freilassung ein, worauf sie verhaftet und im Arbeitserziehungslager der Gestapo in der Großen Hamburger Straße in Berlin-Mitte gefangen gehalten wurde.
Da ihre Mutter dort während der Haft an Typhus erkrankte, bot Ruth an, sich anstelle ihrer kranken Mutter inhaftieren zu lassen. Diesem Austausch wurde zugestimmt. Nach drei Tagen Haft wurde Ruth Wendland aus dem Gewahrsam entlassen und erlebte wenige Wochen später das Ende des Zweiten Weltkriegs.
Im August 1964 wählte das Presbyterium der Altstadtgemeinde in Mülheim an der Ruhr sie zur Pastorin. Das war das erste Mal, dass diese Kirchengemeinde in der Evangelischen Kirche im Rheinland eine Pfarrstelle mit einer Frau besetzte. Wendland starb 1977 in Berlin.

## Ehrungen
Am 12. August 1975 verlieh ihr Yad Vashem für ihr mutiges Eintreten bei der Rettung verfolgter Juden  den Ehrentitel Gerechte unter den Völkern. Auch ihre Mutter Agnes Wendland wurde am gleichen Tag postum mit diesem Ehrentitel ausgezeichnet. Seit 1975 erinnert an beide Frauen ein Baum in der Allee der Gerechten der dortigen Gedenkstätte. Angeregt wurde diese Ehrung durch die beiden damals im Pfarrhaus versteckten und geschützten jüdischen Geschwister, die den Holocaust überlebten.